# Leave It All Behind
Leave It All Behind è il secondo album del duo statunitense The Foreign Exchange, pubblicato nel 2008.
Ottiene un punteggio di 82/100 sul sito Metacritic.
| Recensione | Giudizio |
| ---------- | -------- |
| AllMusic   | [ 1 ]    |
| Prefix     | [ 2 ]    |
| PopMatters | [ 2 ]    |
| Pitchfork  | [ 2 ]    |

## Tracce
1. Daykeeper – 4:41
2. Take Off the Blues – 4:06
3. All or Nothing/Coming Home to You – 4:54
4. I Wanna Know – 3:01
5. House of Cards – 3:19
6. Sweeter Than You – 3:46
7. Valediction – 2:01
8. If She Breaks Your Heart – 5:20
9. If This Is Love – 4:30
10. Something to Behold – 4:52
11. Leave It All Behind – 3:37

## Classifiche settimanali
| Classifica (2008)         | Posizione massima |
| ------------------------- | ----------------- |
| US Heatseekers Albums     | 13                |
| US Top R&B/Hip-Hop Albums | 68                |